# Wensicia Corrino
La Principessa Wensicia è un personaggio che ricopre un ruolo importante nel romanzo di fantascienza I Figli di Dune, scritto da Frank Herbert.
Nasce nell'anno 10.166 A.G. come terza figlia dell'ottantunesimo Imperatore Padisha Shaddam IV dell'Universo Conosciuto. Ha due sorelle maggiori (Irulan e Chalice) e due sorelle minori (Josifa e Rugi).
Nella miniserie per la TV I Figli di Dune è stato impersonato dall'attrice Susan Sarandon (doppiata nella distribuzione per l'Italia da Daniela Nobili).

## Antefatto
Wensicia non ha fratelli maschi in quanto Anirul, la sua madre Bene Gesserit, è stata incaricata di partorire a Shaddam solo figlie femmine. L'ordine fa parte di un disegno della Sorellanza per impossessarsi del trono, controllando il discendente dall'unione delle tre famiglie più in vista dell'Impero: i Corrino, gli Harkonnen e gli Atreides.
Il piano però fallisce in seguito al tradimento di Lady Jessica: come Anirul, Jessica era stata incaricata di partorire solo figlie femmine al Duca Leto Atreides, una delle quali avrebbe dovuto andare in sposa a Feyd-Rautha Harkonnen e partorirgli il cosiddetto Kwisatz Haderach. Questi, infine, sarebbe dovuto salire al trono sposando Irulan. Purtroppo il primo figlio di Jessica è Paul Atreides, che si rivela essere il Kwisatz Haderach con una generazione di anticipo. Da questo fatto si scatena l'ascesa inarrestabile della famiglia Atreides.
Irulan è costretta a sposare Paul che diventa il nuovo Imperatore deponendo Shaddam, mentre la famiglia Corrino in disgrazia viene confinata su Salusa Secundus. Wensicia segue il padre nell'esilio. Contrariamente ad Irulan ed alla madre, non viene addestrata come una Bene Gesserit, dato che il suo ramo della famiglia non era destinato al potere.
Nonostante ciò, il personaggio si dimostra intraprendente: si sposa con il Conte Dalak Kenola, con il quale dà alla luce un figlio chiamato Farad'n. In seguito, il Conte rimarrà ucciso in un sospetto quanto provvidenziale incidente in ornitottero che le consentirà di cambiare il nome del figlio in Corrino.

## I Figli di Dune
Alla nascita dei gemelli dell'Imperatore Paul Muad'Dib, appare chiaro che il matrimonio con Irulan è stato una mera formalità. Leto e Ghanima sono infatti figli della concubina di nome Chani) e non di Irulan. A questo punto Wensicia elabora un piano per riportare la propria casa al potere, cercando di ottenere il trono per il figlio. Complotta perciò con la Gilda Spaziale per rapire un verme da Arrakis, allo scopo di ricreare il ciclo della spezia su Salusa Secundus.
Accoglie in seguito Lady Jessica e Duncan Idaho in fuga dalla reggente Alia che, in preda alla pazzia, si sta inimicando l'intero universo, Fremen compresi. In cambio, Jessica addestra Farad'n alle arti Bene Gesserit.
Contestualmente, Wensicia fa scattare un complotto a lungo programmato che coinvolge la stessa Gilda, i Tleilaxu e le Bene Gesserit: il tentato assassinio dei gemelli fallisce a causa dei poteri di prescienza di Leto.
Wensicia viene infine esiliata dal figlio, che non era al corrente delle sue manovre, per provare la propria buona fede.